# Campeonato Japonês de Patinação Artística no Gelo de 2010–11
O Campeonato Japonês de Patinação Artística no Gelo de 2010–11 foi a septuagésima nona edição do Campeonato Japonês de Patinação Artística no Gelo, um evento anual de patinação artística no gelo onde os patinadores artísticos competem pelo título de campeão japonês.  A competição foi disputada entre os dias 24 de dezembro e 27 de dezembro de 2010, na cidade de Nagano.

## Eventos
- Individual masculino
- Individual feminino
- Duplas
- Dança no gelo

## Medalhistas
| Evento                        | Ouro                         | Prata                    | Bronze                  |
| Individual masculino detalhes | Takahiko Kozuka              | Nobunari Oda             | Daisuke Takahashi       |
| Individual feminino detalhes  | Miki Ando                    | Mao Asada                | Kanako Murakami         |
| Duplas detalhes               | Narumi Takahashi Mervin Tran | nenhum outro competidor  | nenhum outro competidor |
| Dança no gelo detalhes        | Cathy Reed Chris Reed        | Emi Hirai Taiyo Mizutani | nenhum outro competidor |

## Resultados

### Individual masculino
| Pos.                                                  | Nome              | Pontos | PC         | PL          |
| ----------------------------------------------------- | ----------------- | ------ | ---------- | ----------- |
| Medalha de ouro                                       | Takahiko Kozuka   | 251.93 | 87.91 (1)  | 164.02 (1)  |
| Medalha de prata                                      | Nobunari Oda      | 237.48 | 77.48 (3)  | 160.00 (3)  |
| Medalha de bronze                                     | Daisuke Takahashi | 236.79 | 74.78 (4)  | 162.01 (2)  |
| 4                                                     | Yuzuru Hanyu      | 220.06 | 78.94 (2)  | 141.12 (4)  |
| 5                                                     | Takahito Mura     | 207.31 | 72.33 (6)  | 134.98 (5)  |
| 6                                                     | Tatsuki Machida   | 204.11 | 73.75 (5)  | 130.36 (6)  |
| 7                                                     | Daisuke Murakami  | 198.71 | 69.39 (7)  | 129.32 (8)  |
| 8                                                     | Kento Nakamura    | 193.01 | 64.27 (9)  | 128.74 (9)  |
| 9                                                     | Kensuke Nakaniwa  | 191.52 | 62.09 (10) | 129.43 (7)  |
| 10                                                    | Yasuharu Nanri    | 187.65 | 61.86 (11) | 125.79 (12) |
| 11                                                    | Keiji Tanaka      | 183.78 | 57.64 (14) | 126.14 (10) |
| 12                                                    | Ryuichi Kihara    | 178.64 | 52.53 (16) | 126.11 (11) |
| 13                                                    | Ryujyu Hino       | 171.70 | 50.80 (19) | 120.90 (13) |
| 14                                                    | Takuya Kondo      | 163.78 | 57.83 (13) | 105.95 (16) |
| 15                                                    | Hayato Odajima    | 159.86 | 51.27 (17) | 108.59 (14) |
| 16                                                    | Akio Sasaki       | 159.56 | 64.84 (8)  | 94.72 (22)  |
| 17                                                    | Yuki Horinouchi   | 158.72 | 52.65 (15) | 106.07 (15) |
| 18                                                    | Fumiya Itai       | 154.68 | 58.18 (12) | 96.50 (18)  |
| 19                                                    | Yukihiro Yoshida  | 151.63 | 47.70 (23) | 103.93 (17) |
| 20                                                    | Yoji Tsuboi       | 147.10 | 50.81 (18) | 96.29 (19)  |
| 21                                                    | Junki Sano        | 143.86 | 48.84 (21) | 95.02 (20)  |
| 22                                                    | Junzo Nishigami   | 143.37 | 48.49 (22) | 94.88 (21)  |
| 23                                                    | Jun Suzuki        | 143.31 | 49.91 (20) | 93.40 (23)  |
| 24                                                    | Hayato Miyazaki   | 129.14 | 45.48 (24) | 83.66 (24)  |
| Não avançaram para a patinação livre / programa longo |                   |        |            |             |
| 25                                                    | Tomoyuki Koriyama | —      | 45.43 (25) |             |
| 26                                                    | Koshin Yamada     | —      | 44.26 (26) |             |
| 27                                                    | Hikaru Murayama   | —      | 43.19 (27) |             |
| 28                                                    | Sei Kawahara      | —      | 40.57 (28) |             |
| 29                                                    | Naoto Saito       | —      | 39.81 (29) |             |
| 30                                                    | Yuya Tamada       | —      | 38.43 (30) |             |
| 31                                                    | Jo Matsumura      | —      | 38.27 (31) |             |
| 32                                                    | Hiroki Habu       | —      | 36.07 (32) |             |

### Individual feminino
| Pos.                                                  | Nome                | Pontos | PC         | PL         |
| ----------------------------------------------------- | ------------------- | ------ | ---------- | ---------- |
| Medalha de ouro                                       | Miki Ando           | 202.34 | 64.76 (2)  | 137.58 (1) |
| Medalha de prata                                      | Mao Asada           | 193.69 | 66.22 (1)  | 127.47 (2) |
| Medalha de bronze                                     | Kanako Murakami     | 187.52 | 61.50 (3)  | 126.02 (3) |
| 4                                                     | Akiko Suzuki        | 175.96 | 56.86 (7)  | 119.10 (4) |
| 5                                                     | Risa Shoji          | 165.82 | 58.22 (4)  | 107.60 (5) |
| 6                                                     | Yuki Nishino        | 157.09 | 57.02 (6)  | 100.07 (7) |
| 7                                                     | Fumie Suguri        | 154.90 | 57.1 (5)   | 97.72 (9)  |
| 8                                                     | Miyabi Ohba         | 150.47 | 51.54 (8)  | 98.93 (8)  |
| 9                                                     | Shoko Ishikawa      | 149.63 | 49.04 (10) | 100.59 (6) |
| 10                                                    | Kana Muramoto       | 140.32 | 46.32 (14) | 94.00 (10) |
| 11                                                    | Ayumi Goto          | 139.60 | 46.06 (16) | 93.54 (12) |
| 12                                                    | Haruka Imai         | 139.55 | 45.96 (17) | 93.59 (11) |
| 13                                                    | Karen Kemanai       | 139.21 | 46.92 (11) | 92.29 (13) |
| 14                                                    | Haruna Suzuki       | 135.41 | 46.62 (13) | 88.79 (14) |
| 15                                                    | Kako Tomotaki       | 133.17 | 46.62 (12) | 86.55 (15) |
| 16                                                    | Yuka Kono           | 128.87 | 46.30 (15) | 82.57 (17) |
| 17                                                    | Roannasari Oshikawa | 128.56 | 42.62 (22) | 85.94 (16) |
| 18                                                    | Mari Suzuki         | 121.65 | 51.02 (9)  | 70.63 (22) |
| 19                                                    | Shion Kokubun       | 120.23 | 42.82 (19) | 77.41 (18) |
| 20                                                    | Ayane Nakamura      | 117.40 | 42.82 (21) | 74.58 (19) |
| 21                                                    | Risa Mochizuki      | 114.03 | 41.86 (23) | 72.17 (21) |
| 22                                                    | Aki Sawada          | 113.58 | 41.06 (24) | 72.52 (20) |
| 23                                                    | Eri Seto            | 108.25 | 44.10 (18) | 64.15 (23) |
| WD                                                    | Nana Takeda         | —      | 42.82 (20) | — (WD)     |
| Não avançaram para a patinação livre / programa longo |                     |        |            |            |
| 25                                                    | Saya Ueno           | —      | 40.56 (25) |            |
| 26                                                    | Mutsumi Takayama    | —      | 39.20 (26) |            |
| 27                                                    | Rumi Suizu          | —      | 38.62 (27) |            |
| 28                                                    | Naomi Tanikawa      | —      | 38.58 (28) |            |
| 29                                                    | Hikaru Nasuno       | —      | 37.14 (29) |            |
| 30                                                    | Haruka Inoue        | —      | 36.64 (30) |            |
| 31                                                    | Risa Sasaki         | —      | 33.76 (31) |            |
| 32                                                    | Juri Okawa          | —      | 30.44 (32) |            |

### Duplas
| Pos.            | Nome                           | Pontos | PC        | PL         |
| --------------- | ------------------------------ | ------ | --------- | ---------- |
| Medalha de ouro | Narumi Takahashi / Mervin Tran | 172.05 | 56.80 (1) | 115.25 (1) |

### Dança no gelo
| Pos.             | Nome                       | Pontos | PC        | PL        |
| ---------------- | -------------------------- | ------ | --------- | --------- |
| Medalha de ouro  | Cathy Reed / Chris Reed    | 127.71 | 51.77 (1) | 75.94 (1) |
| Medalha de prata | Emi Hirai / Taiyo Mizutani | 95.88  | 37.28 (2) | 58.60 (2) |